# Filighera
Filighera é uma comuna italiana da região da Lombardia, província de Pavia, com cerca de 843 habitantes. Estende-se por uma área de 8 km², tendo uma densidade populacional de 105 hab/km². Faz fronteira com Albuzzano, Belgioioso, Copiano, Corteolona, Genzone, Vistarino.

## Demografia
| Variação demográfica do município entre 1861 e 2011                               |
|                                                                                   |
| Fonte: Istituto Nazionale di Statistica (ISTAT) - Elaboração gráfica da Wikipedia |